# Argirija
Argiríja ali argiroza (grško starogrško ἄργυρος: argyros - srebro + -ia) je zastrupitev s srebrom ali srebrovimi spojinami, ki se v skrajnem primeru kaže z modrikastosivim obarvanjem tkiv. Obstajata splošna in lokalna oblika argirije. Splošno sprejeto je, da je bolezensko stanje trajno, vendar so nekateri poskusi z lasersko terapijo dali zadovoljive rezultate v zvezi z estetskim videzom.
Spremembe barve kože in drugih tkiv zaradi srebra ali srebrovih spojin so znane že iz začetka 20. stoletja. Argirija nastopi pri ljudeh, ki vdihujejo ali zauživajo srebro (predvsem koloidno srebro) v daljšem časovnem obdobju, tj. nekaj mesecev do veliko let. Glede na dokumetnacijo Ameriške agencije za zaščito okolja je potrebna količina, uporabljena v več majhnih dozah, za razvoj argirije 1-4 g pri nekaterih ljudeh. Ogrožena skupina ljudi so predvsem delavci v tovarnah s predelavo srebra.